# Scampa
Scampa (łac. Diocesis Scampinus) – stolica historycznej diecezji w Epirze, tzw. Epir Nowy, istniejąca od czasó rzymskich do roku VI. Sufragania diecezji Durrës. Współcześnie miasto Elbasan w środkowej Albanii. Obecnie katolickie biskupstwo tytularne.

## Biskupi tytularni
| Lp. | Biskup              | Funkcja                            | Od               | Do                |
| --- | ------------------- | ---------------------------------- | ---------------- | ----------------- |
| 1   | Tharcisse Tshibangu | biskup pomocniczy Kinszasy (Zair)  | 1 września 1970  | 26 listopada 1991 |
| 2   | Sylvester Monteiro  | biskup pomocniczy Nagpur (Indie)   | 6 grudnia 1993   | 9 lutego 1999     |
| 3   | Werner Thissen      | biskup pomocniczy Münster (Niemcy) | 16 kwietnia 1999 | 22 listopada 2002 |
| 4   | Rainer Woelki       | biskup pomocniczy Kolonii (Niemcy) | 24 lutego 2003   | 2 lipca 2011      |
| 5   | Anselm Umoren       | biskup pomocniczy Abudży (Nigeria) | 8 listopada 2011 |                   |